# Tribunal de première instance de Rabat
Le Tribunal de première instance de Rabat est une juridiction de première instance dépendant de la Cour d'appel de Rabat, dont la compétence territoriale s'étend sur le territoire de la préfecture de Rabat.

## Histoire
le nouveau siège du tribunal a été inauguré le premier septembre 2022 a Hay Riad